# Shanhu (köpinghuvudort i Kina, Jiangsu Sheng, lat 32,18, long 120,32)
Shanhu är en köpinghuvudort i Kina. Den ligger i provinsen Jiangsu, i den östra delen av landet, omkring 140 kilometer öster om provinshuvudstaden Nanjing. Antalet invånare är 41 277. Befolkningen består av 21 670 kvinnor och 19 607 män. Barn under 15 år utgör 15,0 %, vuxna 15-64 år 67 %, och äldre över 65 år 17,0 %.
Runt Shanhu är det tätbefolkat, med 735 invånare per kvadratkilometer. Närmaste större samhälle är Huangqiao, 10,6 km nordväst om Shanhu. Trakten runt Shanhu består till största delen av jordbruksmark.
Genomsnittlig årsnederbörd är 1 307 millimeter. Den regnigaste månaden är juli, med i genomsnitt 264 mm nederbörd, och den torraste är januari, med 34 mm nederbörd.